# Pietro Rotari
Pietro Rotari   (Verona, 30 de setembre de 1707 - Sant Petersburg, 31 d'agost de 1762) va ser un pintor italià del període barroc. Els seus retrats, sobretot de dones, són bastant famosos, molt bells i realistes. Però el seu art es desenvolupà principalment a partir d'encàrrecs reials per part d'emperadors i dames de la cort.

## Biografia
Pietro Antonio Rotari va néixer a Verona en el si d'una família noble. Inicialment va ser alumne del gravador Robert van Audenaerde, abans de passar a l'escola del pintor veronès Antonio Balestra el taller del qual va freqüentar en companyia de Giambettino Cignaroli. Entre 1725 i 1727 es va traslladar a Venècia on va entrar en contacte amb Giovanni Battista Piazzetta i el pintor suec Johan Richter. El 1727 va marxar a Roma, a l'escola de Francesco Trevisani, fins al 1732 quan va anar a viure a Nàpols on va treballar amb Francesco Solimena fins al 1734.
Poc després va tornar a Verona on va obrir el seu taller; no obstant això, fou sol·licitat com a retratista de clients reals i aristocràtics a les ciutats de Viena, Dresden i Mònaco. D'aquí es va mudar a Sant Petersburg on es va convertir en el pintor oficial de la cort de Caterina II. Va pintar les peces d'altar Quatre màrtirs (1745) per a l'església de l' Ospedale di San Giacomo de Verona. També va pintar un retaule de San Giorgio temptat pels sacrificis als ídols (1743) per a l'església del mateix nom a Reggio Emilia, i una Anunciació (1738) per a l'altar major de l'església de l'Annunziata a Guastalla

## Galeria

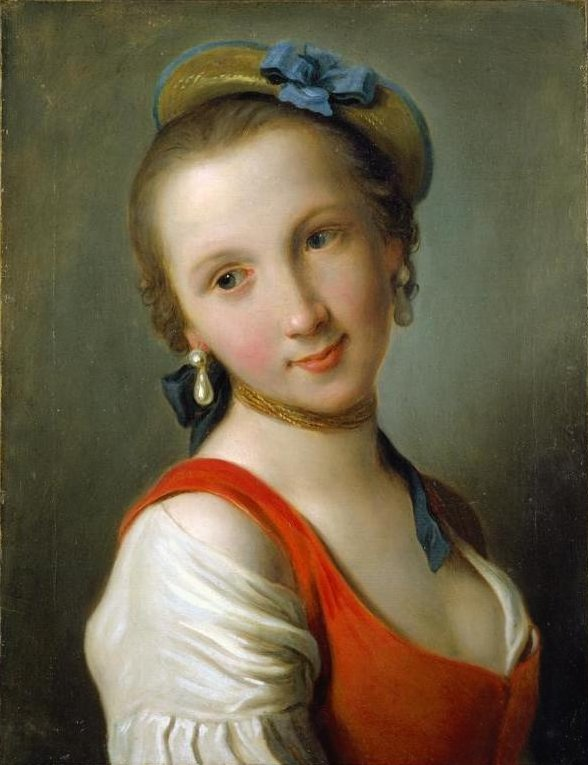
Jove amb vestit vermell, 1755, Museu d'Art de El Paso, El Paso (Texas).
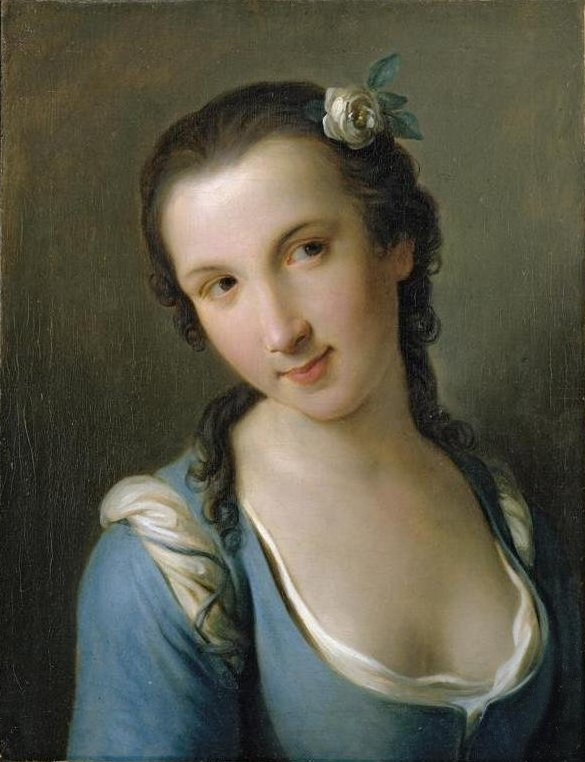
Jove amb vestit blau, 1755, Museu d'Art de El Paso (Texas).
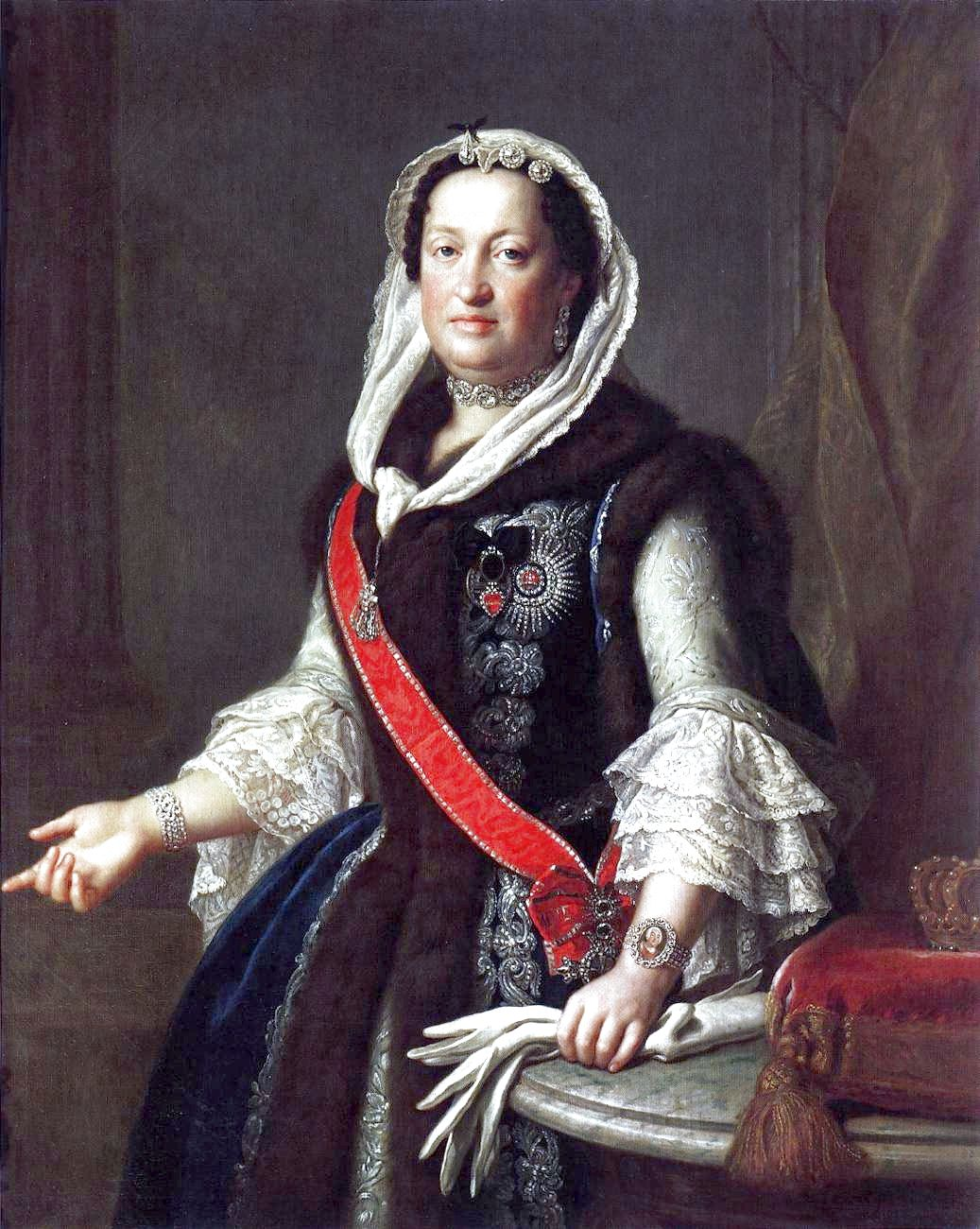
Retrat de la Reina Maria Josepa, consort del rei August III de Polònia, 1755, Gemäldegalerie Alte Meister, Dresden
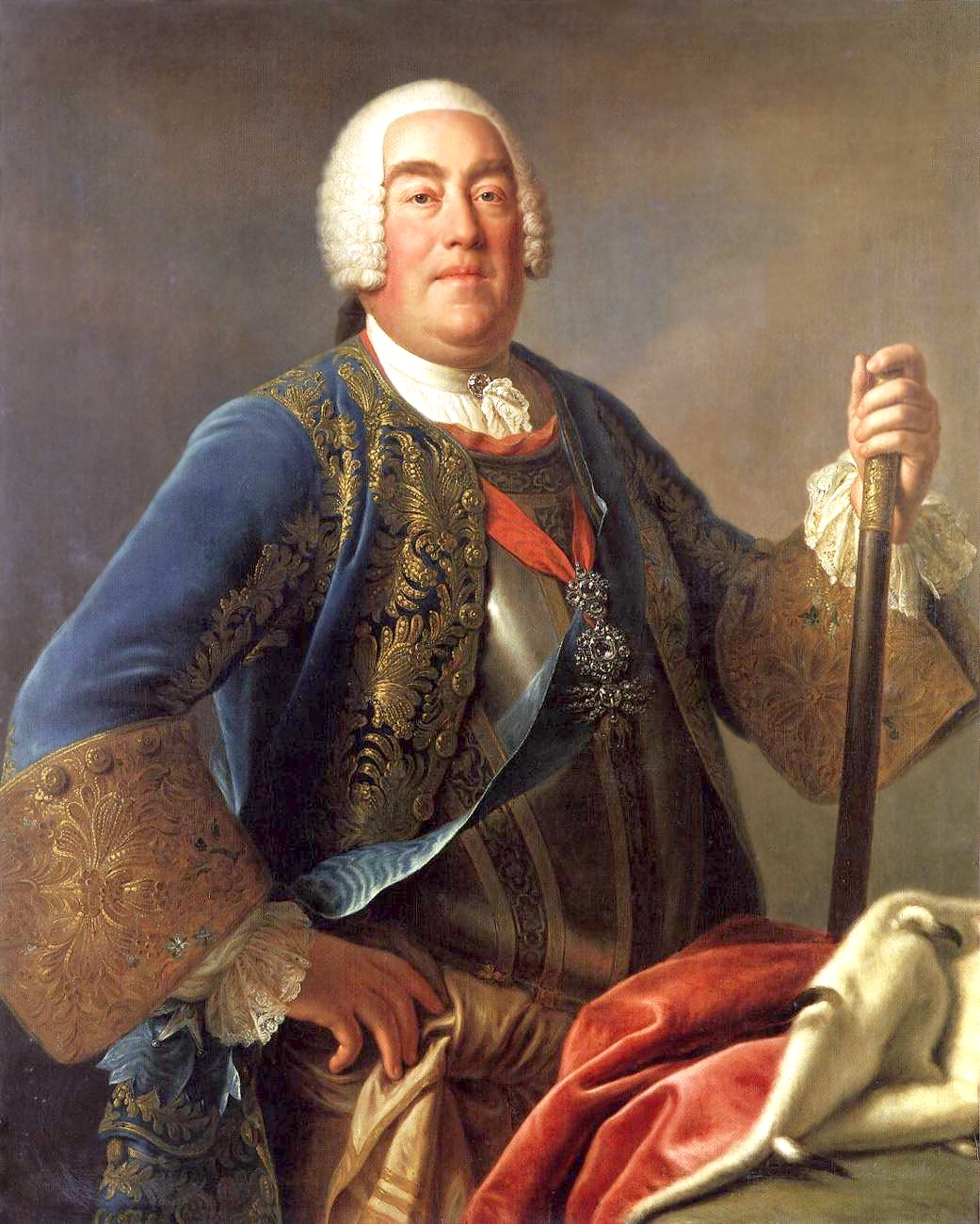
El Rei August III de Polònia, 1755, Gemäldegalerie Alte Meister, Dresden.
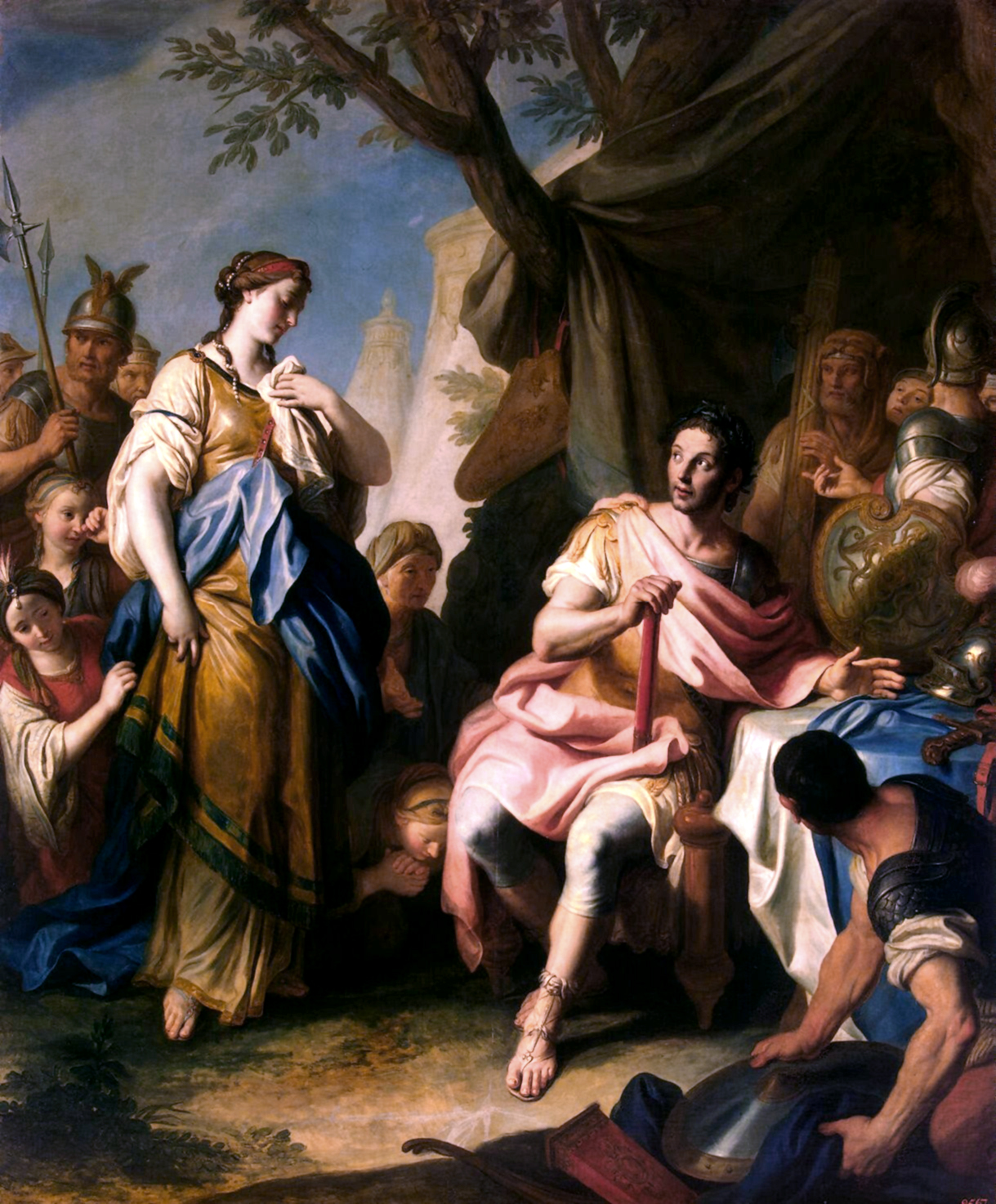
Alexandre el Gran i Roxana, 1756, Museu de l'Hermitage, Sant Petersburg.
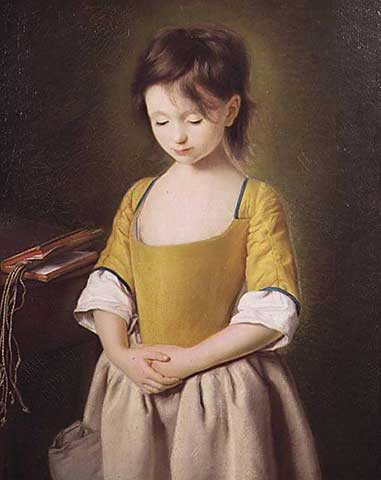
Retrat de nena, "La penitent". The Trustees of the Weston Park Foundation.